# Bonas
Bonas település Franciaországban, Gers megyében. Lakosainak száma 116 fő (2022. január 1.). Bonas Castéra-Verduzan, Jegun, Rozès és Saint-Paul-de-Baïse községekkel határos.

## Népesség
A település népességének változása:
| Lakosok száma | 159  | 133  | 135  | 133  | 127  | 127  | 133  | 135  | 136  | 116  |
|               | 1968 | 1982 | 1990 | 2006 | 2013 | 2015 | 2017 | 2019 | 2020 | 2022 |